# Pervagor melanocephalus
Pervagor melanocephalus es una especie de peces de la familia Monacanthidae en el orden de los Tetraodontiformes.

## Morfología
Los machos pueden llegar alcanzar los 16 cm de longitud total.

## Depredadores
En Australia es depredado por Plectropomus leopardus.

## Hábitat
Es un pez de mar de clima tropical y asociado a los  arrecifes de coral que vive entre 20-40 m de profundidad.

## Distribución geográfica
Se encuentra en el Índico y el oeste del Pacífico.

## Observaciones
Es inofensivo para los humanos.